# عدم توافق جندري طفلي
عدم التوافق الجندري الطفلي (بالإنجليزية: Childhood gender nonconformity)‏ هو ظاهرة تحدث للأطفال قبل البلوغ حين لا يتوافقون مع الأدوار الاجتماعية والنفسية المتوقعة من نوعهم الجندري، أو يرون أنفسهم مُمَثَلين في النمط الاجتماعي والنفسي للجنس المغاير. من السلوكيات التي تظهر على الأطفال المارين بتلك الظاهرة، على سبيل المثال، شهوة الملابس المغايرة، ورفض الطفل المشاركة في الأنشطة والألعاب المتعارف عليها اجتماعيًا أنها مناسبة لنوعه الجندري، والاقتصار في اختيار رفاق اللعب على الجنس الآخر.
ارتبطت دراسات متعددة بعدم التوافق الجندري الطفلي والمثلية الجنسية المحتملة، الغالبية العظمى ممن يقرون بأنهم مثليين أو مثليات في هذه الدراسات يعترفون بأنهم لم يكونوا متوافقين جندريًا كأطفال. ينقسم مجتمع المعالجين حاليًا حول الاستجابة المناسبة التي يجب اتخاذها نحو عدم التوافق الجندري في مرحلة الطفولة. اقترحت إحدى الدراسات أنه أمر وراثي.

## توضيحات
لعدم التوافق الجندري الطفلي أشكال عديدة، ما يعكس الطرق المختلفة التي يمكن أن يتصل الطفل خلالها بنوعه الجندري. استُخدِمَت مصطلحات التفاوت الجندري والانحراف الجندري أدبيًا كمترادفات لعدم التوافق الجندري. من أشكال عدم التوافق الجندري الطفلي:
- تفضيل ملابس الجنس الآخر وطريقة العناية الشخصية المرتبطة به.
- اللعب بألعاب ترتبط عادة بالجنس الآخر.
- تفضيل زملاء اللعب من الجنس الآخر.
- رؤية نفسه في شخصية الجنس الآخر عند مشاهدة الأفلام والقصص.
- الاعتراف برغبته في أن يكون أحد أفراد الجنس الآخر.
- التأكيد اللفظي القوي على الهوية الجندرية المغايرة.

## تفسير نظريات النمو والنظريات الاجتماعية للنوع
يفترض مفهوم عدم التوافق الجندري الطفلي أن هناك طريقة نموذجية لتكون فتى أو فتاة. هناك عدد من المنظورات الاجتماعية والتطورية التي تستكشف كيف يتعرف الأطفال مع نوع معين ويشاركون في أنشطة مرتبطة بالدور الاجتماعي المحدد لهذا النوع.
تركز نظريات التحليل النفسي للنوع على أن الأطفال يبدؤون في التماهي مع الوالد، فالفتيات يملن إلى التماهي مع أمهاتهن بينما يتماهى الفتيان مع آبائهم. غالبًا ما يرتبط تحديد الهوية بإدراك الطفل أنه لا يشارك الأعضاء التناسلية نفسها مع كلا الوالدين. وفقًا لنظريات فرويد، فإن هذا الاكتشاف يؤدي إلى عقدة حسد القضيب عند الفتيات وعقدة الخصاء عند الفتيان. رغم عدم وجود الكثير من الأدلة التجريبية التي تدعم نظريات فرويد، إلا أن نظرياته طرحت تساؤلات جديدة وفتحت محادثات عن الجنسانية والنوع.[بحاجة لمصدر]
تركز نظرية التعلم الاجتماعي على دور الثواب والعقاب الذين يتلقاهما الأطفال عندما يتبعون السلوكيات المتوافقة أو غير المتوافقة مع نوعهم الجندري. واحدة من الانتقادات الموجهة لنظرية التعلم الاجتماعي هو أنها تفترض سلبية الأطفال ولا تراهم كمؤثرين إيجابيين في بيئتهم الاجتماعية.
ترى نظرية النمو المعرفي أن للأطفال دورًا في تحديد النوع الجنسي وقادرين على التصرف بطرق تعكس تصوراتهم حول أدوار الجنسين. يبحث الأطفال عن الانتظام والاتساق في بيئتهم، والسعي من أجل تحقيق التنافر المعرفي يحفزهم على التصرف بطرق تتفق مع البناء الاجتماعي للجندرية.
نظرية مخطط النوع هي نظرية مختلطة تجمع بين نظريات التعلم الاجتماعي والنمو المعرفي. يقول داريل جيه بِم، أستاذ علم النفس المعرفي بجامعة كورنل، إن لدى الأطفال استعداد إدراكي لمعرفة أنفسهم ومحيطهم. يكون الأطفال في أذهانهم مخططات لمساعدتهم على التنقل بين العلاقات في عالمهم الاجتماعي، وتشكل هذه المخططات شبكة أكبر من الارتباطات والمعتقدات حول أدوار النوع الاجتماعية والنوع الجنسي.

## تأثير الأندروجينات

### دراسات تفضيلات الألعاب
عادة ما تكون ألعاب الفتيات مستديرة ووردية، بينما ألعاب الفتيان مضلعة وزرقاء. الخصائص الدقيقة لألعاب الأطفال تروق للأدمغة التي مازالت في طور النمو لكل من الذكور والإناث بصورة مختلفة. في دراسة عن تفضيلات الألعاب للرضع الذين تتراوح أعمارهم بين 12 و 24 شهرًا، قضى الذكور وقتًا أطول في النظر إلى السيارات أكثر من الإناث، وقضت الإناث وقتًا أطول في النظر إلى الدمى أكثر من الذكور. لم يُعثَر على أي تفضيل محدد للون لكل من الذكور والإناث، وفضل كل من الأولاد والبنات الدمى على السيارات في عمر 12 شهرًا. وجدت دراسة للأطفال في سن ما قبل المدرسة أن لوسم الألعاب ثقافيًا على أنها «مناسبة لجندر معين» أثر على تفضيلات الألعاب لكل جندر. بعض الدراسات التي أُجريت على الحيوانات ناقضت تلك الفرضية جزئيًا، إذ دعمت تلك الدراسة الحتمية الأحيائية في تفضيلات الألعاب لكل نوع. في دراسة لحيوانات المكاك الريسوسي الصغيرة، خير العلماء حيوانات المكاك الصغيرة بين الدمى المحشوة والألعاب ذات العجلات، انجذبت الإناث للعبتين، بينما فضل الذكور الألعاب ذات العجلات. تشير هذه النتائج إلى أن التفضيلات الجندرية لألعاب الأطفال يمكن أن تحدث دون عمليات التنشئة الاجتماعية المعقدة التي نجدها لدى البشر. تميل إناث المكاك الريسوسي أيضًا إلى ممارسة أنشطة وألعاب لها طابع الرعاية، بينما يميل الذكور إلى الانخراط في ألعاب تتسم بالعنف. مع ذلك، حذر المؤلف المشارك في الدراسة من الإفراط في تفسير النتائج قائلًا: «مثلت الدراسة الأنوثة في الألعاب المحشوة، والذكورة في الألعاب ذات العجلات، لكن الخصائص الأخرى للعبة، مثل الحجم أو اللون، قد تفسر السلوك الذي اتبعه الذكور عندما فضلوا الألعاب ذات العجلات، أو أن الذكور كانت تسعى فقط إلى ألعاب ذات مظهر أكثر جاذبية».
لدى الفتيات المصابات بمرض فرط تنسج الكظرية الخلقي تركيزات عالية من هرمون تستوستيرون في الدم. في دراسات تفضيلات الألعاب أظهرت أولئك الفتيات ميلاً متزايدًا للألعاب المتعارف على أنها ذكورية كالشاحنات والكرات. كانت عاداتهن وتفضيلاتهن في اللعب عمومًا تشبه إلى حد بعيد اللعب التقليدي للذكور مقارنة باللعب الأنثوي. حتى عند الأطفال ذوي معدلات الأندروجين الطبيعية عند الولادة، ارتبطت دائمًا زيادة هرمون التستوستيرون بزيادة الميل لتفضيل الألعاب الذكورية التقليدية، وارتبط انخفاض هرمون التستوستيرون قبل الولادة بزيادة الاهتمام بالألعاب الأنثوية التقليدية.
تنتقد الدكتورة كورديليا فاين إجراء دراسات تفضيلات الألعاب على الرئيسات غير البشرية. وتتحدث عن التباين بين الأبحاث وتصنيفات الألعاب جندريًا، فبينما اعتبرت دراسة حيوانات المكاك الريسوسي الألعاب المحشوة ألعابًا أنثوية، فقد أُجريَت دراسة أخرى على حيوان سعدان الفرفت وأظهرت تفضيل السعدان الذكر للألعاب المحشوة التي على شكل كلب. علاوة على ذلك، يُعتقد أن نتائج تأثير العلاج الهرموني على تفضيلات الألعاب غير حاسمة، والتأثيرات طويلة المدى على المكاك الريسوسي غير موجودة، إذ لا تظهر الإناث المعالجة بالهرمونات الذكورية قبل الولادة أي زيادة في العدوان ولا تزال تتبنى أدوار النوع الاجتماعية «الأنثوية» التقليدية في مرحلة البلوغ.
في حجة مرض فرط تنسج الكظرية الخلقي، يعرض فاين خطأ الخلط بين علاقتي السببية والترابط. هل الإناث المصابات بـفرط تنسج الكظرية الخلقي يملن فطريًا إلى الأنشطة الذكورية أم أن ذلك نتيجة طبيعية لاختلاطهم بالأولاد والرجال؟ إذا اعتُبِرت القيمة المرئية والمكانية عنصرًا بارزًا في الألعاب الذكورية التقليدية (مثل الشاحنات)، فيجب إذًا أن يُظهِر كل من الذكور والإناث المصابات بفرط تنسج الكظرية الخلقي اهتمامًا أكبر بالألعاب المحايدة مثل الألغاز وألواح الرسم (على عكس الإناث غير المصابات بفرط تنسج الكظرية الخلقي)، لكنهم لا يفعلون ذلك، ما يدحض تلك الحجة.

### تفضيلات رفاق اللعب وطريقة اللعب
لوحظ بوضوح تفضيل الأطفال لزملاء اللعب من نفس الجندر في العديد من الثقافات البشرية وعدد من الأجناس الحيوانية. يرتبط تفضيل زملاء اللعب من نفس الجنس، جزئيًا على الأقل، بعمليات التنشئة الاجتماعية، قد ينجذب الأطفال أيضًا إلى أقران ذوي أنماط لعب مشابهة دون أن يكونوا من نفس الجندر. تنخرط الفتيات عمومًا في سلوكيات تتصف بالرعاية والأمومة، بينما يُظهر الأولاد ميلاً أكبر إلى اللعب العنيف والقاسي. عاش البشر لفترات طويلة من تاريخهم في مجتمعات الصيد وجمع الثمار، ربما اختارت القوى التطورية مع مرور الوقت للأطفال لعبًا وأنشطة مرتبطة بمهارات البقاء التي يحتاجها البالغون.